# Samir Beloufa
Samir Beloufa (in arabo سمير بلوفة‎?; Melun, 27 agosto 1979) è un ex calciatore francese naturalizzato algerino, di ruolo difensore.

## Carriera

### Giocatore

#### Club
Comincia a 8 anni nel settore giovanile del Bois le Roil, giocando poi, fino al 1993, con le squadre juniores di Le Mée, Melun e Moissy Cramayel. Nel 1995 entra nelle giovanili del Cannes.
Ingaggiato nel gennaio 1998 dal Milan, con i rossoneri colleziona 3 presenze in Serie A nella stagione 1997-1998 e nel 1999, dopo aver vinto il Torneo di Viareggio con la formazione Primavera, passa in prestito al Monza, in Serie B, dove totalizza 12 apparizioni nel 1999-2000. In seguito si trasferisce, ancora in prestito, al Losanna (Svizzera), ma non scende mai in campo.
Nel 2001-2002 è in Belgio, all'Anversa, dove riprende a giocare da titolare con continuità e realizza una rete.
Torna poi in Francia al Bastia, e la stagione 2002-2003 lo vede quasi sempre partire dalla panchina.
Negli anni successivi gioca ancora in Belgio con R.E. Mouscron e Germinal Beerschot.
Nel marzo 2007 Beloufa si accasa agli svedesi dell'Helsingborg, che cercavano un sostituto per il giovane Andreas Granqvist appena ceduto. Al primo anno in rossoblù colleziona 15 presenze in campionato, mentre nel secondo anno non scende mai in campo. Al termine dell'Allsvenskan 2008 il suo contratto viene anticipatamente rescisso.
Fa così ritorno in Belgio dove, alcuni mesi più tardi, nel gennaio del 2010, si accorda con la squadra di terza divisione dell'Olympic Charleroi-Marchienne con cui al termine della stagione abbandona l'attività agonistica.

#### Nazionale
Con la Nazionale algerina ha esordito il 15 gennaio 2004 nella partita persa in casa contro il Mali per 2-0. Ha partecipato alla Coppa d'Africa 2004, in cui la sua squadra è giunta seconda nel proprio raggruppamento della fase conclusiva, prima di essere eliminata dal Marocco nei quarti di finale.

### Allenatore
Nel giugno del 2011 diventa l'allenatore dei giovani difensori del Germinal Beerschot

## Statistiche

### Cronologia presenze e reti in nazionale
| Cronologia completa delle presenze e delle reti in nazionale ― Algeria | Cronologia completa delle presenze e delle reti in nazionale ― Algeria | Cronologia completa delle presenze e delle reti in nazionale ― Algeria | Cronologia completa delle presenze e delle reti in nazionale ― Algeria | Cronologia completa delle presenze e delle reti in nazionale ― Algeria | Cronologia completa delle presenze e delle reti in nazionale ― Algeria | Cronologia completa delle presenze e delle reti in nazionale ― Algeria | Cronologia completa delle presenze e delle reti in nazionale ― Algeria |
| Data                                                                   | Città                                                                  | In casa                                                                | Risultato                                                              | Ospiti                                                                 | Competizione                                                           | Reti                                                                   | Note                                                                   |
| ---------------------------------------------------------------------- | ---------------------------------------------------------------------- | ---------------------------------------------------------------------- | ---------------------------------------------------------------------- | ---------------------------------------------------------------------- | ---------------------------------------------------------------------- | ---------------------------------------------------------------------- | ---------------------------------------------------------------------- |
| 15-1-2004                                                              | Algeri                                                                 | Algeria                                                                | 0 – 2                                                                  | Mali                                                                   | Amichevole                                                             | -                                                                      | 46’                                                                    |
| 25-1-2004                                                              | Susa                                                                   | Camerun                                                                | 1 – 1                                                                  | Algeria                                                                | Coppa d'Africa 2004 - 1º turno                                         | -                                                                      | 79’                                                                    |
| 8-2-2004                                                               | Sfax                                                                   | Marocco                                                                | 3 – 1                                                                  | Algeria                                                                | Coppa d'Africa 2004 - Quarti di finale                                 | -                                                                      |                                                                        |
| 17-8-2004                                                              | Algeri                                                                 | Algeria                                                                | 2 – 2                                                                  | Burkina Faso                                                           | Amichevole                                                             | -                                                                      |                                                                        |
| 5-9-2004                                                               | Algeri                                                                 | Algeria                                                                | 0 – 3                                                                  | Gabon                                                                  | Qual. Mondiali 2006                                                    | -                                                                      |                                                                        |
| 9-10-2004                                                              | Kigali                                                                 | Ruanda                                                                 | 1 – 1                                                                  | Algeria                                                                | Qual. Mondiali 2006                                                    | -                                                                      |                                                                        |
| 17-11-2004                                                             | Tolone                                                                 | Algeria                                                                | 1 – 2                                                                  | Senegal                                                                | Amichevole                                                             | -                                                                      |                                                                        |
| 27-3-2005                                                              | Orano                                                                  | Algeria                                                                | 1 – 0                                                                  | Ruanda                                                                 | Qual. Mondiali 2006                                                    | -                                                                      |                                                                        |
| 15-11-2006                                                             | Aix-en-Provence                                                        | Algeria                                                                | 1 – 2                                                                  | Burkina Faso                                                           | Amichevole                                                             | -                                                                      | 79’                                                                    |
| Totale                                                                 |                                                                        | Presenze                                                               | 9                                                                      |                                                                        | Reti                                                                   | 0                                                                      |                                                                        |

## Palmarès

### Giocatore
- Torneo di Viareggio: 1

Milan: 1999